# Danh sách cầu thủ tham dự Cúp bóng đá Nam Mỹ 1997
Sau đây là đội hình các đội tuyển tham dự Cúp bóng đá Nam Mỹ 1997.

## Bảng A

### Argentina
Huấn luyện viên: Daniel Passarella
| Số | Vt | Cầu thủ                 | Ngày sinh (tuổi)            | Số trận | Câu lạc bộ      |
| -- | -- | ----------------------- | --------------------------- | ------- | --------------- |
| 1  | TV | Christian Bassedas      | 16 tháng 2, 1973 (24 tuổi)  |         | Vélez Sársfield |
| 2  | HV | Eduardo Berizzo         | 13 tháng 11, 1969 (27 tuổi) |         | River Plate     |
| 3  | TV | Sergio Berti            | 17 tháng 9, 1969 (27 tuổi)  |         | River Plate     |
| 4  | TĐ | José Luis Calderón      | 24 tháng 10, 1970 (26 tuổi) |         | Independiente   |
| 5  | TV | Rodolfo Esteban Cardoso | 17 tháng 10, 1968 (28 tuổi) |         | Hamburger SV    |
| 6  | HV | Raúl Cardozo            | 28 tháng 10, 1967 (29 tuổi) |         | Vélez Sársfield |
| 7  | TĐ | Julio Ricardo Cruz      | 10 tháng 10, 1974 (22 tuổi) |         | River Plate     |
| 8  | TĐ | Marcelo Delgado         | 24 tháng 3, 1973 (24 tuổi)  |         | Racing Club     |
| 9  | TV | Marcelo Gallardo        | 18 tháng 1, 1976 (21 tuổi)  |         | River Plate     |
| 10 | TM | Ignacio Carlos González | 17 tháng 12, 1971 (25 tuổi) |         | Racing Club     |
| 11 | TV | Claudio Husaín          | 20 tháng 11, 1974 (22 tuổi) |         | Vélez Sársfield |
| 12 | TV | Gustavo Adrián López    | 13 tháng 4, 1973 (24 tuổi)  |         | Real Zaragoza   |
| 13 | HV | Jorge Daniel Martínez   | 20 tháng 6, 1973 (23 tuổi)  |         | Independiente   |
| 14 | TV | Roberto Monserrat       | 13 tháng 9, 1968 (28 tuổi)  |         | River Plate     |
| 15 | TM | Marcelo Ojeda           | 8 tháng 12, 1968 (28 tuổi)  |         | Tenerife        |
| 16 | HV | Mauricio Pellegrino     | 5 tháng 10, 1971 (25 tuổi)  |         | Vélez Sársfield |
| 17 | HV | Mauricio Pineda         | 13 tháng 7, 1975 (21 tuổi)  |         | Udinese         |
| 18 | TĐ | Martín Posse            | 2 tháng 8, 1975 (21 tuổi)   |         | Vélez Sársfield |
| 19 | TM | Carlos Roa              | 15 tháng 8, 1969 (27 tuổi)  |         | Lanus           |
| 20 | HV | Pablo Rotchen           | 23 tháng 4, 1973 (24 tuổi)  |         | Independiente   |
| 21 | HV | Nelson Vivas            | 18 tháng 10, 1969 (27 tuổi) |         | Boca Juniors    |
| 22 | TV | Gustavo Zapata (c)      | 15 tháng 10, 1967 (29 tuổi) |         | San Lorenzo     |

### Chile
Huấn luyện viên:  Nelson Acosta

| Số | VT | Cầu thủ                 | Ngày sinh (tuổi)            | Trận | Bàn | Câu lạc bộ           |
| -- | -- | ----------------------- | --------------------------- | ---- | --- | -------------------- |
| 1  | TM | Nelson Cossio           | 14 tháng 6, 1966 (30 tuổi)  |      |     | Audax Italiano       |
| 2  | HV | Jorge Gómez             | 14 tháng 9, 1968 (28 tuổi)  |      |     | Temuco               |
| 3  | HV | Dante Poli              | 15 tháng 8, 1976 (20 tuổi)  |      |     | Universidad Católica |
| 4  | HV | Marcelo Miranda         | 29 tháng 1, 1967 (30 tuổi)  |      |     | Cobreloa             |
| 5  | HV | Javier Margas (c)       | 10 tháng 5, 1969 (28 tuổi)  |      |     | Universidad Católica |
| 6  | TV | Nelson Parraguez        | 5 tháng 4, 1971 (26 tuổi)   |      |     | Universidad Católica |
| 7  | TĐ | Claudio Núñez           | 16 tháng 10, 1975 (21 tuổi) |      |     | Tigres de la UANL    |
| 8  | TV | Fernando Cornejo        | 28 tháng 1, 1969 (28 tuổi)  |      |     | Cobreloa             |
| 9  | TĐ | Fernando Vergara        | 13 tháng 5, 1970 (27 tuổi)  |      |     | Colo-Colo            |
| 10 | TV | Esteban Valencia        | 8 tháng 1, 1972 (25 tuổi)   |      |     | Universidad de Chile |
| 11 | TV | Juan Castillo           | 29 tháng 10, 1970 (26 tuổi) |      |     | Temuco               |
| 12 | TM | Carlos Tejas            | 4 tháng 10, 1971 (25 tuổi)  |      |     | Coquimbo             |
| 13 | TV | Moisés Villarroel       | 12 tháng 2, 1976 (21 tuổi)  |      |     | Santiago Wanderers   |
| 14 | HV | Miguel Ponce            | 19 tháng 8, 1971 (25 tuổi)  |      |     | Universidad de Chile |
| 15 | TV | Clarence Acuña          | 8 tháng 2, 1975 (22 tuổi)   |      |     | Universidad de Chile |
| 16 | TV | Pedro González Vera     | 17 tháng 10, 1967 (29 tuổi) |      |     | Cobreloa             |
| 17 | TV | Mario Salas             | 11 tháng 10, 1967 (29 tuổi) |      |     | Colo-Colo            |
| 18 | TV | Jaime Riveros           | 27 tháng 11, 1970 (26 tuổi) |      |     | Cobreloa             |
| 19 | HV | Raúl Muñoz              | 25 tháng 5, 1975 (22 tuổi)  |      |     | Colo-Colo            |
| 20 | HV | Ricardo Francisco Rojas | 7 tháng 5, 1974 (23 tuổi)   |      |     | Universidad de Chile |
| 21 | TV | Alejandro Osorio        | 24 tháng 9, 1976 (20 tuổi)  |      |     | Universidad Católica |
| 22 | HV | Rafael Olarra           | 26 tháng 5, 1978 (19 tuổi)  |      |     | Audax Italiano       |

### Ecuador
Huấn luyện viên:  Francisco Maturana

| Số | VT | Cầu thủ                 | Ngày sinh (tuổi)            | Trận | Bàn | Câu lạc bộ         |
| -- | -- | ----------------------- | --------------------------- | ---- | --- | ------------------ |
| 1  | TM | José Francisco Cevallos | 17 tháng 4, 1971 (26 tuổi)  |      |     | Barcelona          |
| 2  | TV | Marco Constante         | 17 tháng 4, 1971 (26 tuổi)  |      |     | El Nacional        |
| 3  | HV | Ulises de la Cruz       | 8 tháng 2, 1974 (23 tuổi)   |      |     | LDU Quito          |
| 4  | HV | Edmundo Méndez          | 5 tháng 12, 1968 (28 tuổi)  |      |     | Deportivo Cuenca   |
| 5  | HV | Máximo Tenorio          | 30 tháng 9, 1969 (27 tuổi)  |      |     | Barcelona          |
| 6  | HV | Luis Capurro (c)        | 1 tháng 5, 1962 (35 tuổi)   |      |     | Barcelona          |
| 7  | TV | Wellington Sánchez      | 19 tháng 6, 1974 (22 tuổi)  |      |     | El Nacional        |
| 8  | TV | Héctor Carabalí         | 15 tháng 2, 1972 (25 tuổi)  |      |     | Barcelona          |
| 9  | TĐ | Eduardo Hurtado         | 2 tháng 12, 1969 (27 tuổi)  |      |     | Los Angeles Galaxy |
| 10 | TV | José Gavica             | 8 tháng 1, 1969 (28 tuổi)   |      |     | Barcelona          |
| 11 | TĐ | Ángel Fernández         | 2 tháng 8, 1971 (25 tuổi)   |      |     | Emelec             |
| 12 | TM | Oswaldo Ibarra          | 8 tháng 9, 1969 (27 tuổi)   |      |     | El Nacional        |
| 13 | TĐ | Agustín Delgado         | 23 tháng 12, 1974 (22 tuổi) |      |     | Barcelona          |
| 14 | HV | Alberto Montaño         | 23 tháng 3, 1970 (27 tuổi)  |      |     | Barcelona          |
| 15 | TV | Hidrobo Rosero          | 24 tháng 8, 1974 (22 tuổi)  |      |     | El Nacional        |
| 16 | TV | Eduardo Smith           | 23 tháng 2, 1966 (31 tuổi)  |      |     | Emelec             |
| 17 | TV | Juan Carlos Burbano     | 15 tháng 2, 1969 (28 tuổi)  |      |     | El Nacional        |
| 18 | TĐ | Edison Maldonado        | 7 tháng 6, 1972 (25 tuổi)   |      |     | Aucas              |
| 19 | TV | Cléber Chalá            | 29 tháng 6, 1971 (25 tuổi)  |      |     | El Nacional        |
| 20 | TĐ | Ariel Graziani          | 7 tháng 6, 1971 (26 tuổi)   |      |     | Emelec             |
| 21 | TV | Héctor Manuel González  | 4 tháng 5, 1972 (25 tuổi)   |      |     | Olmedo             |
| 22 | TM | Alex Cevallos           | 3 tháng 8, 1967 (29 tuổi)   |      |     | Emelec             |

### Paraguay
Huấn luyện viên:  Paulo César Carpegiani

| Số | VT | Cầu thủ                 | Ngày sinh (tuổi)            | Trận | Bàn | Câu lạc bộ       |
| -- | -- | ----------------------- | --------------------------- | ---- | --- | ---------------- |
| 1  | TM | José Luis Chilavert (c) | 27 tháng 7, 1965 (31 tuổi)  |      |     | Vélez Sársfield  |
| 2  | HV | Francisco Arce          | 2 tháng 4, 1971 (26 tuổi)   |      |     | Grêmio           |
| 3  | HV | Celso Ayala             | 20 tháng 8, 1970 (26 tuổi)  |      |     | River Plate      |
| 4  | HV | Arnaldo Espínola        | 5 tháng 3, 1975 (22 tuổi)   |      |     | Sportivo Luqueño |
| 5  | HV | Carlos Gamarra          | 17 tháng 2, 1971 (26 tuổi)  |      |     | Internacional    |
| 6  | TV | Estanislao Struway      | 25 tháng 6, 1968 (28 tuổi)  |      |     | Portuguesa       |
| 7  | TV | Hugo Ovelar             | 21 tháng 2, 1971 (26 tuổi)  |      |     | Guaraní          |
| 8  | TĐ | Hugo Brizuela           | 8 tháng 2, 1969 (28 tuổi)   |      |     | Audax Italiano   |
| 9  | TĐ | José Cardozo            | 19 tháng 3, 1971 (26 tuổi)  |      |     | Toluca           |
| 10 | TV | Roberto Acuña           | 25 tháng 3, 1972 (25 tuổi)  |      |     | Independiente    |
| 11 | HV | Juan Ramón Jara         | 6 tháng 8, 1970 (26 tuổi)   |      |     | Rosario Central  |
| 12 | TV | Gustavo Sotelo          | 16 tháng 3, 1968 (29 tuổi)  |      |     | Guaraní          |
| 13 | HV | Jorge Inocencio Alcaraz | 4 tháng 7, 1968 (28 tuổi)   |      |     | Cerro Porteño    |
| 14 | HV | Ricardo Ismael Rojas    | 26 tháng 1, 1971 (26 tuổi)  |      |     | Estudiantes      |
| 15 | HV | Pedro Sarabia           | 5 tháng 7, 1975 (21 tuổi)   |      |     | Banfield         |
| 16 | HV | Juan Carlos Villamayor  | 5 tháng 3, 1969 (28 tuổi)   |      |     | Cerro Porteño    |
| 17 | TV | Harles Bourdier         | 14 tháng 8, 1972 (24 tuổi)  |      |     | Olimpia          |
| 18 | TV | Arístides Rojas         | 1 tháng 8, 1970 (26 tuổi)   |      |     | Independiente    |
| 19 | TV | Richard Aníbal Gómez    | 19 tháng 8, 1972 (24 tuổi)  |      |     | Cerro Porteño    |
| 20 | TĐ | Derlis Soto             | 4 tháng 3, 1973 (24 tuổi)   |      |     | Guaraní          |
| 21 | TĐ | Francisco Esteche       | 12 tháng 11, 1973 (23 tuổi) |      |     | Olimpia          |
| 22 | TM | Rubén Ruiz Díaz         | 11 tháng 11, 1969 (27 tuổi) |      |     | Monterrey        |

## Bảng B

### Bolivia
Huấn luyện viên:  Antonio López Habas

| Số | VT | Cầu thủ                 | Ngày sinh (tuổi)            | Trận | Bàn | Câu lạc bộ        |
| -- | -- | ----------------------- | --------------------------- | ---- | --- | ----------------- |
| 1  | TM | Carlos Trucco           | 8 tháng 8, 1957 (39 tuổi)   |      |     | Cruz Azul         |
| 2  | HV | Juan Manuel Peña        | 17 tháng 1, 1973 (24 tuổi)  |      |     | Real Valladolid   |
| 3  | HV | Marco Sandy             | 29 tháng 8, 1971 (25 tuổi)  |      |     | Bolívar           |
| 4  | HV | Miguel Rimba            | 1 tháng 11, 1967 (29 tuổi)  |      |     | Bolívar           |
| 5  | HV | Óscar Carmelo Sánchez   | 16 tháng 7, 1971 (25 tuổi)  |      |     | The Strongest     |
| 6  | TV | Vladimir Soria          | 15 tháng 7, 1964 (32 tuổi)  |      |     | Bolívar           |
| 7  | TV | Sergio Rogelio Castillo | 26 tháng 9, 1970 (26 tuổi)  |      |     | The Strongest     |
| 8  | TV | José Milton Melgar (c)  | 20 tháng 9, 1959 (37 tuổi)  |      |     | Blooming          |
| 9  | TĐ | Jaime Moreno            | 19 tháng 1, 1974 (23 tuổi)  |      |     | D.C. United       |
| 10 | TV | Marco Etcheverry        | 26 tháng 9, 1970 (26 tuổi)  |      |     | D.C. United       |
| 11 | TV | Limberg Gutiérrez       | 19 tháng 11, 1977 (19 tuổi) |      |     | Blooming          |
| 12 | TM | Mauricio Soria          | 1 tháng 6, 1966 (31 tuổi)   |      |     | Jorge Wilstermann |
| 13 | HV | Eduardo Jiguchi         | 24 tháng 8, 1970 (26 tuổi)  |      |     | Bolívar           |
| 14 | TV | Rubén Tufiño            | 9 tháng 1, 1970 (27 tuổi)   |      |     | Blooming          |
| 15 | TV | Mauro Blanco            | 25 tháng 11, 1965 (31 tuổi) |      |     | The Strongest     |
| 16 | HV | Luis Cristaldo          | 31 tháng 8, 1969 (27 tuổi)  |      |     | Bolívar           |
| 17 | TĐ | Limberg Méndez          | 18 tháng 9, 1973 (23 tuổi)  |      |     | Guabirá           |
| 18 | TĐ | Milton Coimbra          | 4 tháng 5, 1975 (22 tuổi)   |      |     | Lanús             |
| 19 | HV | Iván Castillo           | 11 tháng 7, 1970 (26 tuổi)  |      |     | Bolívar           |
| 20 | TV | Ramiro Castillo         | 27 tháng 3, 1966 (31 tuổi)  |      |     | Bolívar           |
| 21 | TV | Erwin Sánchez           | 19 tháng 10, 1969 (27 tuổi) |      |     | Boavista          |
| 22 | TV | Julio César Baldivieso  | 2 tháng 12, 1971 (25 tuổi)  |      |     | Yokohama Marinos  |

### Peru
Huấn luyện viên: Freddy Ternero

| Số | VT | Cầu thủ                | Ngày sinh (tuổi)            | Trận | Bàn | Câu lạc bộ                |
| -- | -- | ---------------------- | --------------------------- | ---- | --- | ------------------------- |
| 1  | TM | Miguel Miranda         | 13 tháng 8, 1966 (30 tuổi)  |      |     | Deportivo Municipal       |
| 2  | HV | José Reyna             | 19 tháng 1, 1972 (25 tuổi)  |      |     | Alianza Lima              |
| 3  | HV | Miguel Rebosio         | 20 tháng 10, 1976 (20 tuổi) |      |     | Sporting Cristal          |
| 4  | HV | Giuliano Portilla      | 25 tháng 5, 1972 (25 tuổi)  |      |     | Universitario de Deportes |
| 5  | HV | Alfonso Dulanto (c)    | 22 tháng 7, 1969 (27 tuổi)  |      |     | Pumas                     |
| 6  | HV | Erick Torres           | 16 tháng 5, 1975 (22 tuổi)  |      |     | Sporting Cristal          |
| 7  | TV | Germán Muñoz           | 23 tháng 6, 1973 (23 tuổi)  |      |     | Cienciano                 |
| 8  | TV | César Rosales          | 9 tháng 11, 1970 (26 tuổi)  |      |     | Alianza Lima              |
| 9  | TĐ | Paul Cominges          | 30 tháng 9, 1979 (17 tuổi)  |      |     | Melgar                    |
| 10 | TV | Roberto Palacios       | 28 tháng 12, 1972 (24 tuổi) |      |     | Puebla                    |
| 11 | TV | Alex Magallanes        | 1 tháng 3, 1974 (23 tuổi)   |      |     | Sporting Cristal          |
| 12 | TM | Juan Ángel Flores      | 25 tháng 2, 1976 (21 tuổi)  |      |     | Sport Boys                |
| 13 | TĐ | Orlando Octavio Prado  | 16 tháng 2, 1972 (25 tuổi)  |      |     | Deportivo Pesquero        |
| 14 | HV | Martín Hidalgo         | 15 tháng 6, 1976 (20 tuổi)  |      |     | Sporting Cristal          |
| 15 | TĐ | Aldo Jair Cavero       | 24 tháng 10, 1971 (25 tuổi) |      |     | Cienciano                 |
| 16 | TV | José Luis Chacón       | 6 tháng 11, 1971 (25 tuổi)  |      |     | Deportivo Pesquero        |
| 17 | TĐ | Eddie Carazas          | 27 tháng 2, 1974 (23 tuổi)  |      |     | Universitario de Deportes |
| 18 | TV | Waldir Sáenz           | 15 tháng 5, 1973 (24 tuổi)  |      |     | Alianza Lima              |
| 19 | TV | Marko Ciurlizza        | 22 tháng 2, 1978 (19 tuổi)  |      |     | Universitario de Deportes |
| 20 | HV | Frank Alberto Palomino | 1 tháng 12, 1970 (26 tuổi)  |      |     | Melgar                    |
| 21 | TM | Leao Butrón            | 6 tháng 3, 1977 (20 tuổi)   |      |     | Sporting Cristal          |
| 22 | HV | Leonardo Uehara        | 8 tháng 6, 1974 (23 tuổi)   |      |     | La Loretana               |

### Uruguay
Huấn luyện viên: Juan Antonio Ahuntchaín

| Số | VT | Cầu thủ                | Ngày sinh (tuổi)            | Trận | Bàn | Câu lạc bộ         |
| -- | -- | ---------------------- | --------------------------- | ---- | --- | ------------------ |
| 1  | TM | Robert Siboldi         | 24 tháng 9, 1965 (31 tuổi)  |      |     | Tigres de la UANL  |
| 2  | HV | Héctor Rodríguez Peña  | 22 tháng 10, 1968 (28 tuổi) |      |     | Colón              |
| 3  | HV | Eber Moas (c)          | 21 tháng 3, 1969 (28 tuổi)  |      |     | Monterrey          |
| 4  | TV | Leonardo Ramos         | 11 tháng 9, 1969 (27 tuổi)  |      |     | Estudiantes        |
| 5  | TV | Gonzalo de los Santos  | 19 tháng 7, 1976 (20 tuổi)  |      |     | Peñarol            |
| 6  | HV | Julio César"Tony"Gómez | 23 tháng 9, 1966 (30 tuổi)  |      |     | Nacional           |
| 7  | TV | Nelson Abeijón         | 21 tháng 7, 1973 (23 tuổi)  |      |     | Nacional           |
| 8  | TV | Marcelo Saralegui      | 18 tháng 5, 1971 (26 tuổi)  |      |     | Colón              |
| 9  | TĐ | Luis Alberto Romero    | 15 tháng 6, 1968 (28 tuổi)  |      |     | Peñarol            |
| 10 | TĐ | Álvaro Recoba          | 17 tháng 3, 1976 (21 tuổi)  |      |     | Nacional           |
| 11 | TV | Javier Delgado         | 8 tháng 7, 1975 (21 tuổi)   |      |     | Danubio            |
| 12 | TM | Leonardo Romay         | 29 tháng 4, 1969 (28 tuổi)  |      |     | Tigrillos          |
| 14 | TV | Marcelo Romero         | 4 tháng 7, 1976 (20 tuổi)   |      |     | Peñarol            |
| 15 | HV | Tabaré Silva           | 30 tháng 8, 1974 (22 tuổi)  |      |     | Defensor Sporting  |
| 16 | TĐ | Josemir Lujambio       | 25 tháng 9, 1971 (25 tuổi)  |      |     | Huracán Corrientes |
| 17 | TV | Sergio Daniel Martínez | 15 tháng 2, 1969 (28 tuổi)  |      |     | Boca Juniors       |
| 18 | TĐ | Rubén da Silva         | 11 tháng 4, 1968 (29 tuổi)  |      |     | Rosario Central    |
| 19 | HV | Yari Silvera           | 20 tháng 2, 1976 (21 tuổi)  |      |     | River Plate        |
| 20 | TV | Andrés Fleurquin       | 2 tháng 8, 1975 (21 tuổi)   |      |     | Defensor Sporting  |
| 21 | HV | Pablo Hernández        | 2 tháng 5, 1975 (22 tuổi)   |      |     | Defensor Sporting  |
| 22 | TĐ | Sebastián Abreu        | 17 tháng 10, 1976 (20 tuổi) |      |     | San Lorenzo        |

### Venezuela
Huấn luyện viên:  Eduardo Borrero

| Số | VT | Cầu thủ                   | Ngày sinh (tuổi)            | Trận | Bàn | Câu lạc bộ             |
| -- | -- | ------------------------- | --------------------------- | ---- | --- | ---------------------- |
| 1  | TM | Rafael Dudamel (c)        | 7 tháng 1, 1973 (24 tuổi)   |      |     | Independiente Santa Fe |
| 2  | HV | David Andrew McIntosh     | 17 tháng 2, 1973 (24 tuổi)  |      |     | Minervén               |
| 3  | HV | Alexander Echenique       | 11 tháng 11, 1971 (25 tuổi) |      |     | Deportivo Táchira      |
| 4  | HV | José Manuel Rey           | 20 tháng 5, 1975 (22 tuổi)  |      |     | Caracas                |
| 5  | TV | Luis Vallenilla           | 13 tháng 5, 1974 (23 tuổi)  |      |     | Trujillanos            |
| 6  | HV | Leonardo Alberto González | 14 tháng 7, 1972 (24 tuổi)  |      |     | Caracas                |
| 7  | TV | Juan Carlos Socorro       | 13 tháng 5, 1972 (25 tuổi)  |      |     | Las Palmas             |
| 8  | TV | Gerson Díaz               | 11 tháng 2, 1972 (25 tuổi)  |      |     | Caracas                |
| 9  | TĐ | Rafael Castellín          | 2 tháng 9, 1975 (21 tuổi)   |      |     | Caracas                |
| 10 | TV | Gabriel Miranda           | 20 tháng 8, 1968 (28 tuổi)  |      |     | Caracas                |
| 11 | TV | Gabriel Urdaneta          | 7 tháng 1, 1976 (21 tuổi)   |      |     | Atletico Zulia         |
| 12 | TM | César Baena               | 13 tháng 1, 1961 (36 tuổi)  |      |     | Caracas                |
| 13 | TV | Jesús Rodríguez           | 24 tháng 3, 1968 (29 tuổi)  |      |     | Mérida                 |
| 14 | HV | William González          | 27 tháng 12, 1969 (27 tuổi) |      |     | Mineros                |
| 15 | TĐ | Jesús Valiente            | 28 tháng 8, 1973 (23 tuổi)  |      |     | Trujillanos            |
| 16 | TĐ | Oswaldo Palencia          | 1 tháng 2, 1970 (27 tuổi)   |      |     | ULA Mérida             |
| 17 | HV | Elvis Martínez            | 4 tháng 10, 1970 (26 tuổi)  |      |     | Caracas                |
| 18 | HV | Andrew Páez               | 28 tháng 12, 1968 (28 tuổi) |      |     | Mineros                |
| 19 | TV | Luis Ramos                | 18 tháng 2, 1966 (31 tuổi)  |      |     | Atletico Zulia         |
| 20 | HV | Robert Rodallega          | 19 tháng 11, 1969 (27 tuổi) |      |     | Minervén               |
| 21 | TĐ | John Medina               | 9 tháng 9, 1968 (28 tuổi)   |      |     | Atletico Zulia         |
| 22 | TM | César Espinoza            | 9 tháng 8, 1974 (22 tuổi)   |      |     | Mérida                 |

## Bảng C

### Brasil
Huấn luyện viên: Mário Zagallo

| Số | VT | Cầu thủ          | Ngày sinh (tuổi)            | Trận | Bàn | Câu lạc bộ             |
| -- | -- | ---------------- | --------------------------- | ---- | --- | ---------------------- |
| 1  | TM | Cláudio Taffarel | 8 tháng 5, 1966 (31 tuổi)   |      |     | Atlético Mineiro       |
| 2  | HV | Cafu             | 7 tháng 6, 1970 (27 tuổi)   |      |     | Palmeiras              |
| 3  | HV | Aldair           | 30 tháng 11, 1965 (31 tuổi) |      |     | Roma                   |
| 4  | HV | Márcio Santos    | 15 tháng 9, 1969 (27 tuổi)  |      |     | Atlético Mineiro       |
| 5  | TV | Mauro Silva      | 12 tháng 1, 1968 (29 tuổi)  |      |     | Deportivo de La Coruña |
| 6  | HV | Roberto Carlos   | 10 tháng 4, 1973 (24 tuổi)  |      |     | Real Madrid            |
| 7  | TV | Giovanni         | 4 tháng 2, 1972 (25 tuổi)   |      |     | Barcelona              |
| 8  | TV | Dunga (c)        | 31 tháng 10, 1963 (33 tuổi) |      |     | Júbilo Iwata           |
| 9  | TĐ | Ronaldo          | 22 tháng 9, 1976 (20 tuổi)  |      |     | Barcelona              |
| 10 | TV | Leonardo         | 5 tháng 9, 1969 (27 tuổi)   |      |     | Paris Saint-Germain    |
| 11 | TĐ | Romário          | 29 tháng 1, 1966 (31 tuổi)  |      |     | Flamengo               |
| 12 | TM | Carlos Germano   | 14 tháng 8, 1970 (26 tuổi)  |      |     | Vasco da Gama          |
| 13 | TV | Djalminha        | 9 tháng 12, 1970 (26 tuổi)  |      |     | Palmeiras              |
| 14 | HV | Zé Maria         | 25 tháng 7, 1973 (23 tuổi)  |      |     | Parma                  |
| 15 | HV | Célio Silva      | 20 tháng 5, 1968 (29 tuổi)  |      |     | Corinthians            |
| 16 | HV | Gonçalves        | 22 tháng 2, 1966 (31 tuổi)  |      |     | Botafogo               |
| 17 | HV | Zé Roberto       | 6 tháng 7, 1974 (22 tuổi)   |      |     | Real Madrid            |
| 18 | TV | César Sampaio    | 31 tháng 3, 1968 (29 tuổi)  |      |     | Yokohama Flügels       |
| 19 | TV | Flávio Conceição | 12 tháng 6, 1974 (22 tuổi)  |      |     | Deportivo de La Coruña |
| 20 | TV | Denílson         | 24 tháng 8, 1977 (19 tuổi)  |      |     | São Paulo              |
| 21 | TĐ | Edmundo          | 2 tháng 4, 1971 (26 tuổi)   |      |     | Vasco da Gama          |
| 22 | TĐ | Paulo Nunes      | 30 tháng 10, 1971 (25 tuổi) |      |     | Grêmio Porto Alegrense |

### Colombia
Huấn luyện viên: Hernán Darío Gómez

| Số | VT | Cầu thủ                   | Ngày sinh (tuổi)            | Trận | Bàn | Câu lạc bộ          |
| -- | -- | ------------------------- | --------------------------- | ---- | --- | ------------------- |
| 1  | TM | Faryd Mondragón           | 21 tháng 6, 1971 (25 tuổi)  |      |     | Independiente       |
| 2  | HV | Iván Córdoba              | 11 tháng 8, 1976 (20 tuổi)  |      |     | Atlético Nacional   |
| 3  | HV | Carlos Asprilla           | 19 tháng 10, 1970 (26 tuổi) |      |     | América de Cali     |
| 4  | HV | José Santa                | 12 tháng 9, 1970 (26 tuổi)  |      |     | Atlético Nacional   |
| 5  | HV | Jorge Bermúdez (c)        | 18 tháng 6, 1971 (25 tuổi)  |      |     | Benfica             |
| 6  | TV | John Wilmar Pérez         | 2 tháng 2, 1970 (27 tuổi)   |      |     | Deportivo Cali      |
| 7  | TĐ | Luis Fernando Zuleta      | 7 tháng 8, 1974 (22 tuổi)   |      |     | Unión Magdalena     |
| 8  | TV | Andrés Estrada            | 12 tháng 11, 1967 (29 tuổi) |      |     | Deportivo Cali      |
| 9  | TĐ | Víctor Aristizábal        | 9 tháng 12, 1971 (25 tuổi)  |      |     | São Paulo           |
| 10 | TV | Edison Mafla              | 14 tháng 8, 1971 (25 tuổi)  |      |     | Deportivo Cali      |
| 11 | TĐ | Faustino Asprilla         | 10 tháng 11, 1969 (27 tuổi) |      |     | Newcastle           |
| 12 | TM | Miguel Calero             | 14 tháng 4, 1971 (26 tuổi)  |      |     | Deportivo Cali      |
| 13 | HV | Wilmer Cabrera            | 15 tháng 9, 1967 (29 tuổi)  |      |     | América de Cali     |
| 14 | TV | Hernán Gaviria            | 27 tháng 11, 1969 (27 tuổi) |      |     | Atlético Nacional   |
| 15 | TV | Francisco Manuel Mosquera | 5 tháng 11, 1973 (23 tuổi)  |      |     | Atlético Nacional   |
| 16 | HV | Luis Antonio Moreno       | 25 tháng 12, 1970 (26 tuổi) |      |     | Deportes Tolima     |
| 17 | TĐ | Hamilton Ricard           | 1 tháng 1, 1974 (23 tuổi)   |      |     | Deportivo Cali      |
| 18 | TĐ | Víctor Bonilla            | 23 tháng 1, 1971 (26 tuổi)  |      |     | Deportivo Cali      |
| 19 | TĐ | Walter Escobar            | 26 tháng 9, 1968 (28 tuổi)  |      |     | Deportivo Cali      |
| 20 | TV | Víctor Pacheco            | 24 tháng 9, 1974 (22 tuổi)  |      |     | Junior Barranquilla |
| 21 | TV | Martín Zapata             | 28 tháng 10, 1970 (26 tuổi) |      |     | Deportivo Cali      |
| 22 | TV | Neider Morantes           | 3 tháng 8, 1975 (21 tuổi)   |      |     | Atlético Nacional   |

### Costa Rica
Huấn luyện viên:  Horacio Cordero
| Số | Vt | Cầu thủ                    | Ngày sinh (tuổi)            | Số trận | Câu lạc bộ        |
| -- | -- | -------------------------- | --------------------------- | ------- | ----------------- |
| 1  | TM | Erick Lonnis               | 9 tháng 9, 1965 (31 tuổi)   |         | Saprissa          |
| 2  | HV | Harold Wallace             | 7 tháng 9, 1975 (21 tuổi)   |         | Alajuelense       |
| 3  | HV | Luis Marín                 | 10 tháng 8, 1974 (22 tuổi)  |         | Alajuelense       |
| 4  | HV | Rónald González Brenes (c) | 8 tháng 8, 1970 (26 tuổi)   |         | Saprissa          |
| 5  | TV | Joaquín Guillén            | 12 tháng 1, 1968 (29 tuổi)  |         | Alajuelense       |
| 6  | TV | Wilmer López               | 3 tháng 8, 1971 (25 tuổi)   |         | Alajuelense       |
| 7  | TĐ | Allan Oviedo               | 8 tháng 11, 1970 (26 tuổi)  |         | Herediano         |
| 8  | TV | Mauricio Solís             | 13 tháng 12, 1972 (24 tuổi) |         | Derby County      |
| 9  | TV | Roy Myers                  | 13 tháng 4, 1969 (28 tuổi)  |         | Saprissa          |
| 10 | TĐ | Rolando Fonseca            | 6 tháng 6, 1974 (23 tuổi)   |         | Alajuelense       |
| 11 | TV | Jafet Soto                 | 1 tháng 4, 1976 (21 tuổi)   |         | Morelia           |
| 12 | TV | Oscar Ramírez              | 8 tháng 12, 1964 (32 tuổi)  |         | Alajuelense       |
| 13 | HV | Javier Delgado Prado       | 28 tháng 7, 1968 (28 tuổi)  |         | Alajuelense       |
| 14 | HV | Sandro Alfaro              | 1 tháng 1, 1971 (26 tuổi)   |         | Herediano         |
| 15 | TV | Walter Centeno             | 6 tháng 10, 1974 (22 tuổi)  |         | Saprissa          |
| 16 | TĐ | Rónald Gómez               | 24 tháng 1, 1975 (22 tuổi)  |         | Sporting de Gijón |
| 17 | TĐ | Hernán Medford             | 23 tháng 5, 1968 (29 tuổi)  |         | Pachuca           |
| 18 | HV | Austin Berry               | 5 tháng 4, 1971 (26 tuổi)   |         | Alajuelense       |
| 19 | HV | Mauricio Wright            | 20 tháng 12, 1970 (26 tuổi) |         | Saprissa          |
| 20 | HV | Geovanny Jara              | 20 tháng 7, 1967 (29 tuổi)  |         | Herediano         |
| 22 | TM | Hermidio Barrantes         | 2 tháng 9, 1964 (32 tuổi)   |         | Cartaginés        |

### México
Huấn luyện viên:  Bora Milutinovic

| Số | VT | Cầu thủ              | Ngày sinh (tuổi)            | Trận | Bàn | Câu lạc bộ    |
| -- | -- | -------------------- | --------------------------- | ---- | --- | ------------- |
| 1  | TM | Adolfo Ríos          | 11 tháng 12, 1966 (30 tuổi) |      |     | Veracruz      |
| 2  | HV | Claudio Suárez (c)   | 17 tháng 12, 1968 (28 tuổi) |      |     | Guadalajara   |
| 3  | HV | Joel Sánchez         | 17 tháng 8, 1974 (22 tuổi)  |      |     | Guadalajara   |
| 4  | TV | Germán Villa         | 2 tháng 4, 1973 (24 tuổi)   |      |     | América       |
| 5  | HV | Duilio Davino        | 21 tháng 3, 1976 (21 tuổi)  |      |     | Tecos UAG     |
| 6  | TV | Raúl Lara            | 28 tháng 2, 1973 (24 tuổi)  |      |     | América       |
| 7  | TV | Rafael García Torres | 14 tháng 8, 1974 (22 tuổi)  |      |     | Pumas         |
| 8  | TV | Nicolas Ramirez      | 16 tháng 2, 1974 (23 tuổi)  |      |     | Santos Laguna |
| 9  | TV | Paulo Chávez         | 7 tháng 1, 1976 (21 tuổi)   |      |     | Guadalajara   |
| 10 | TĐ | Eustacio Rizo        | 30 tháng 9, 1971 (25 tuổi)  |      |     | Tecos UAG     |
| 11 | TĐ | Cuauhtémoc Blanco    | 17 tháng 1, 1973 (24 tuổi)  |      |     | América       |
| 12 | TM | Hugo Pineda          | 10 tháng 5, 1962 (35 tuổi)  |      |     | América       |
| 13 | TV | Pável Pardo          | 26 tháng 7, 1976 (20 tuổi)  |      |     | Atlas         |
| 14 | TV | Camilo Romero        | 30 tháng 3, 1970 (27 tuổi)  |      |     | Guadalajara   |
| 15 | TĐ | Luis Hernández       | 17 tháng 8, 1968 (28 tuổi)  |      |     | Necaxa        |
| 16 | HV | Gilberto Jiménez     | 4 tháng 2, 1973 (24 tuổi)   |      |     | Puebla        |
| 17 | TĐ | Francisco Palencia   | 28 tháng 4, 1973 (24 tuổi)  |      |     | Cruz Azul     |
| 18 | TV | Javier Saavedra      | 13 tháng 3, 1974 (23 tuổi)  |      |     | Toros Neza    |
| 19 | HV | Gabriel de Anda      | 5 tháng 6, 1971 (26 tuổi)   |      |     | Santos Laguna |
| 20 | TĐ | José Manuel Abundis  | 11 tháng 6, 1973 (24 tuổi)  |      |     | Toluca        |
| 21 | TV | Antonio Sancho       | 14 tháng 3, 1976 (21 tuổi)  |      |     | Pumas         |
| 22 | TM | Martín Zúñiga        | 6 tháng 8, 1970 (26 tuổi)   |      |     | Guadalajara   |